# Iomus incisus
Iomus incisus är en mångfotingart som beskrevs av Cook 1911. Iomus incisus ingår i släktet Iomus och familjen fingerdubbelfotingar. Inga underarter finns listade i Catalogue of Life.